# لایکوگالا اپیدندروم

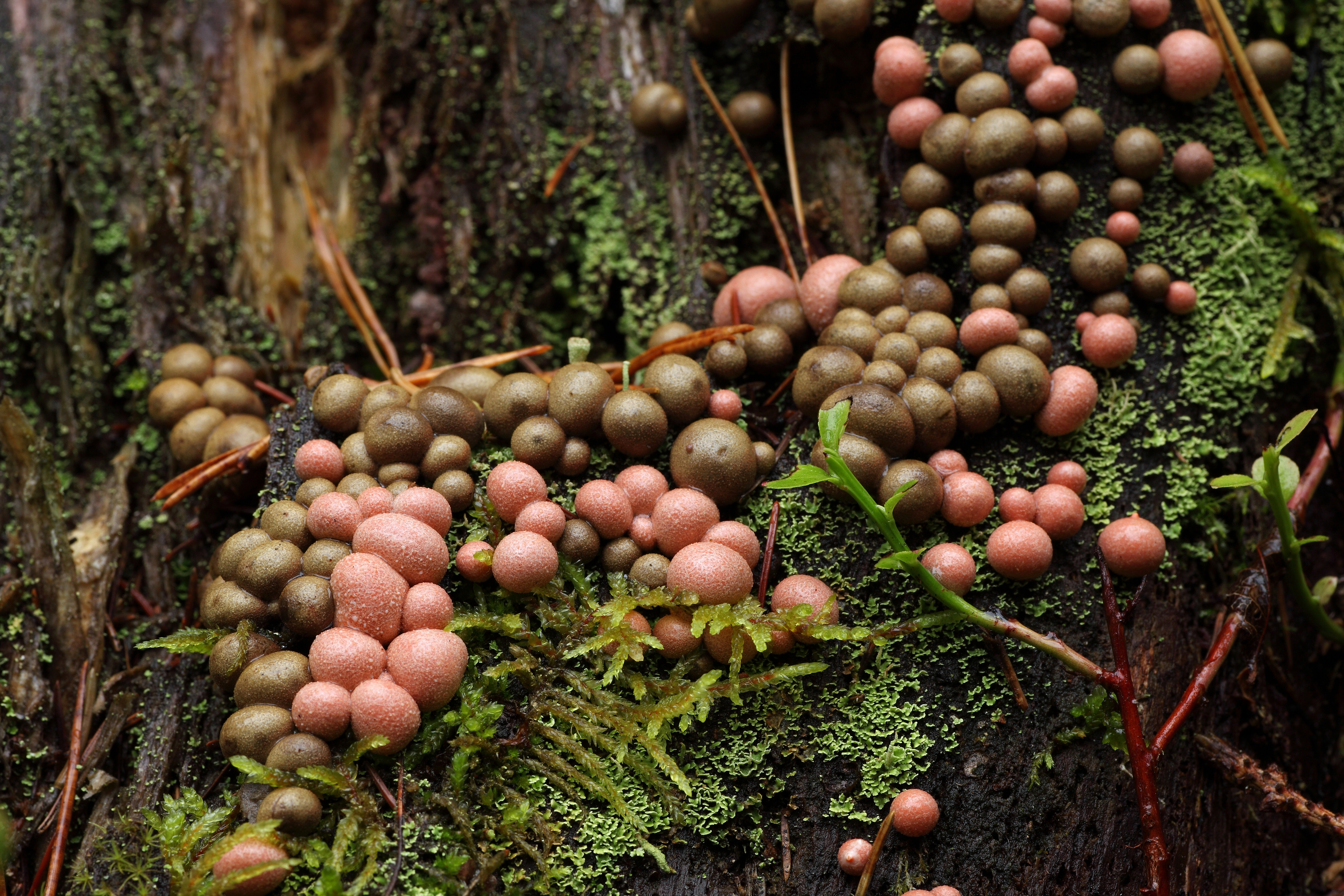
لایکوگالا اپیدندروم

لایکوگالا اپیدندروم (نام علمی: Lycogala epidendrum) نام یک گونه از رده کپک مخاطی پلاسمودیومی است.